# Jan Franken Pzn.

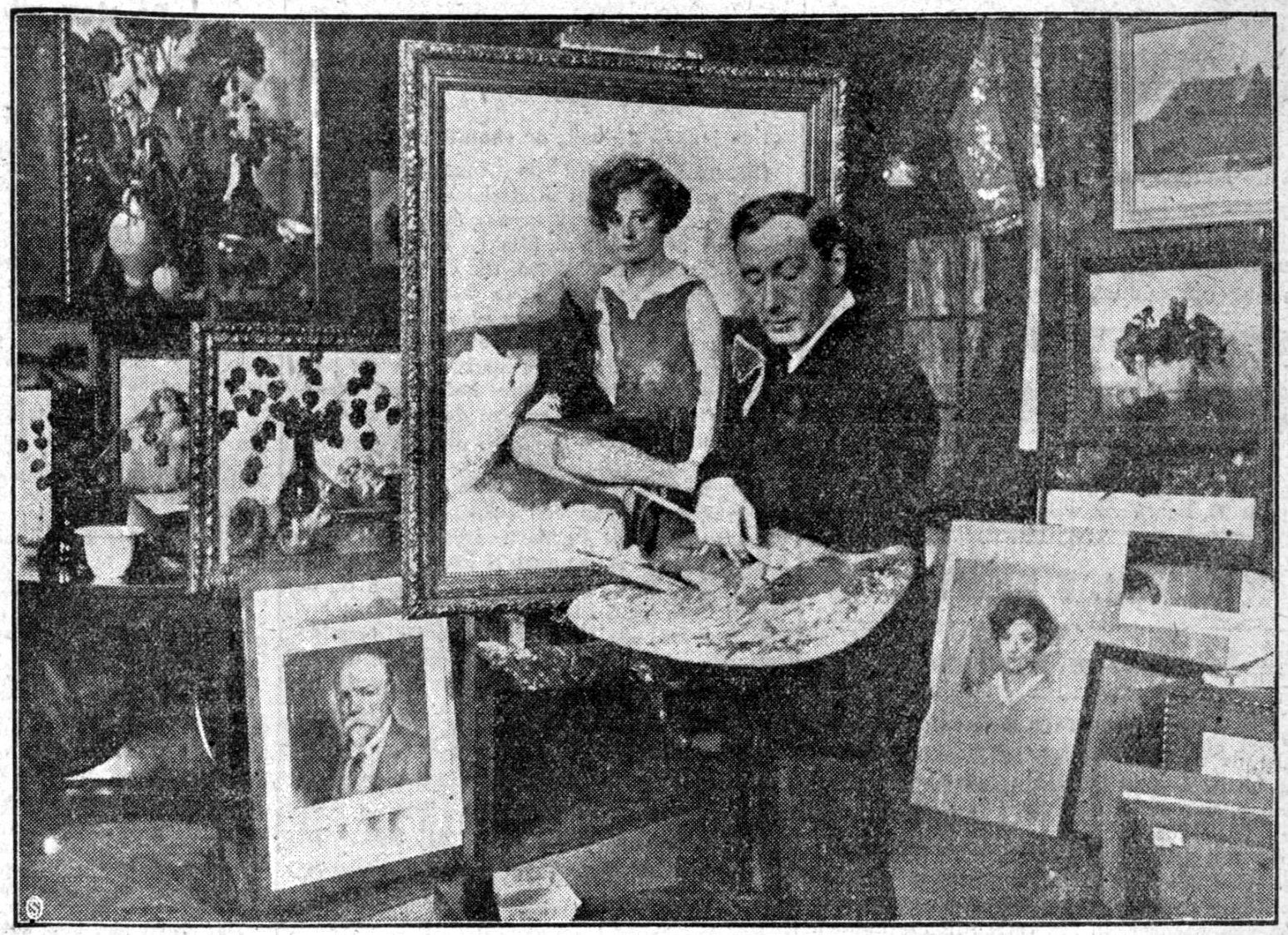
Jan Franken Pzn. in z'n Haagsche atelier, 1928

Joannes Petrus Josephus (Jan) Franken Pzn. (Den Haag, 18 november 1896 – aldaar, 27 februari 1977) was een Nederlands schilder en tekenaar. Hij genoot zijn opleiding aan de Koninklijke Academie van Beeldende Kunsten in Den Haag. Als leraar had hij Frits Jansen.
Franken was schilder van winterlandschappen, portretten en stillevens. Hij woonde en werkte in Den Haag. De figuratieve stijl die hem bij zijn opleiding was onderwezen bleef kenmerkend voor zijn stijl. Mies Biermasz en Charles Stok waren zijn leerlingen.
Naast tekeningen en schilderijen maakte hij ook houtsneden, boekillustraties, boekbandontwerpen en ex-libris. Hij was lid van Pulchri Studio, Groep (Den Haag), de Haagse Kunstkring, Vereeniging tot Bevordering der Grafische Kunsten, De Onafhankelijken en de Nederlandse Federatie van Beroepsverenigingen van Kunstenaars.
Werk van hem is aanwezig in het Gemeentemuseum Den Haag en het Singer Museum in Laren.